# Prêmio Multishow de Música Brasileira para Hit do Ano
Prêmio Multishow de Música Brasileira para Hit do Ano é um prêmio dado anualmente no Prêmio Multishow de Música Brasileira, uma cerimônia que foi estabelecida em 1994 e originalmente chamada de Prêmio TVZ. De 2012 a 2016, o nome do prêmio foi Novo Hit. Em 2021 a categoria foi nomeada para Hit do Ano.

## História
Em sua estreia, a categoria foi julgada pelo Júri Especializado, um grupo seleto de especialistas do setor musical. No entanto, a partir de 2021, a responsabilidade de escolha para vencedor passou a ser por meio de votação aberta.

### Década de 2010
| Ano  | Vencedor(a)                       | Indicados                                                                                             | Ref.         |
| ---- | --------------------------------- | --- | ------------ |
| 2012 | "Ex Mai Love" – Gaby Amarantos    | - "Dois Café" – Tulipa Ruiz - "É" – Tulipa Ruiz                                                       | [ 5 ]        |
| 2013 | "Calor do Amor" – Mahmundi        | - Rodrigo Amarante - "Maná" – - Bonde das Maravilhas – "Quadradinho de Borboleta" –                   | [ 6 ]        |
| 2014 | "Mais Ninguém" – Banda do Mar     | - "Funk dos Bromânticos" – Lucas Santtana - "Picada Fatal" – MC Livinho                               | [ 7 ] [ 8 ]  |
| 2015 | "Você Não Vai Passar" – Ava Rocha | - "Deixa Ele Sofrer" – Anitta - "Melô do Jonas" – Figueroas - "Tombei" – Karol Conká part. Tropkillaz | [ 9 ] [ 10 ] |
| 2016 | "Playsom" – BaianaSystem          | - "Bang" – Anitta - "Zero" – Liniker e os Caramelows                                                  | [ 11 ]       |

### Década de 2020
| Ano  | Vencedor(a)                           | Indicados | Ref.   |
| ---- | ------------------------------------- | --- | ------ |
| 2021 | "Batom de Cereja" – Israel & Rodolffo | - "Baby Me Atende" – Matheus Fernandes e Dilsinho - "Deixa de Onda" – Dennis DJ, Ludmilla e Xamã - "Meu Pedaço de Pecado" – João Gomes - "Tipo Gin" – Kevin o Chris | [ 12 ] |
| 2022 | "Maldivas" – Ludmilla                 | - "Acorda Pedrinho" – Jovem Dionisio - "Dançarina" – Pedro Sampaio e MC Pedrinho - "Desenrola Bate Joga de Ladin" – L7nnon, Os Hawaianos e DJ Bel da CDD (part. DJ Biel do Furduncinho) - "Envolver" – Anitta - "Idiota" – Jão - "Malvadão 3" – Xamã, Gustah e Neobeats - "Vermelho" – Gloria Groove | [ 13 ] |
| 2023 | "Erro Gostoso" – Simone Mendes        | - "Chico" – Luísa Sonza - "Nosso Quadro" – Ana Castela - "Posturado e Calmo" – Leo Santana - "Tá OK" – Dennis e Kevin o Chris - "Zona de Perigo" – Leo Santana | [ 14 ] |
| 2024 | "Escrito nas Estrelas" – Lauana Prado | - "Caju" – Liniker - "Macetando" – Ivete Sangalo e Ludmilla - "Nosso Primeiro Beijo" – Gloria Groove - "São Amores" – Pabllo Vittar - "Só Fé" – Grelo | [ 15 ] |